# Dorothy Stratten

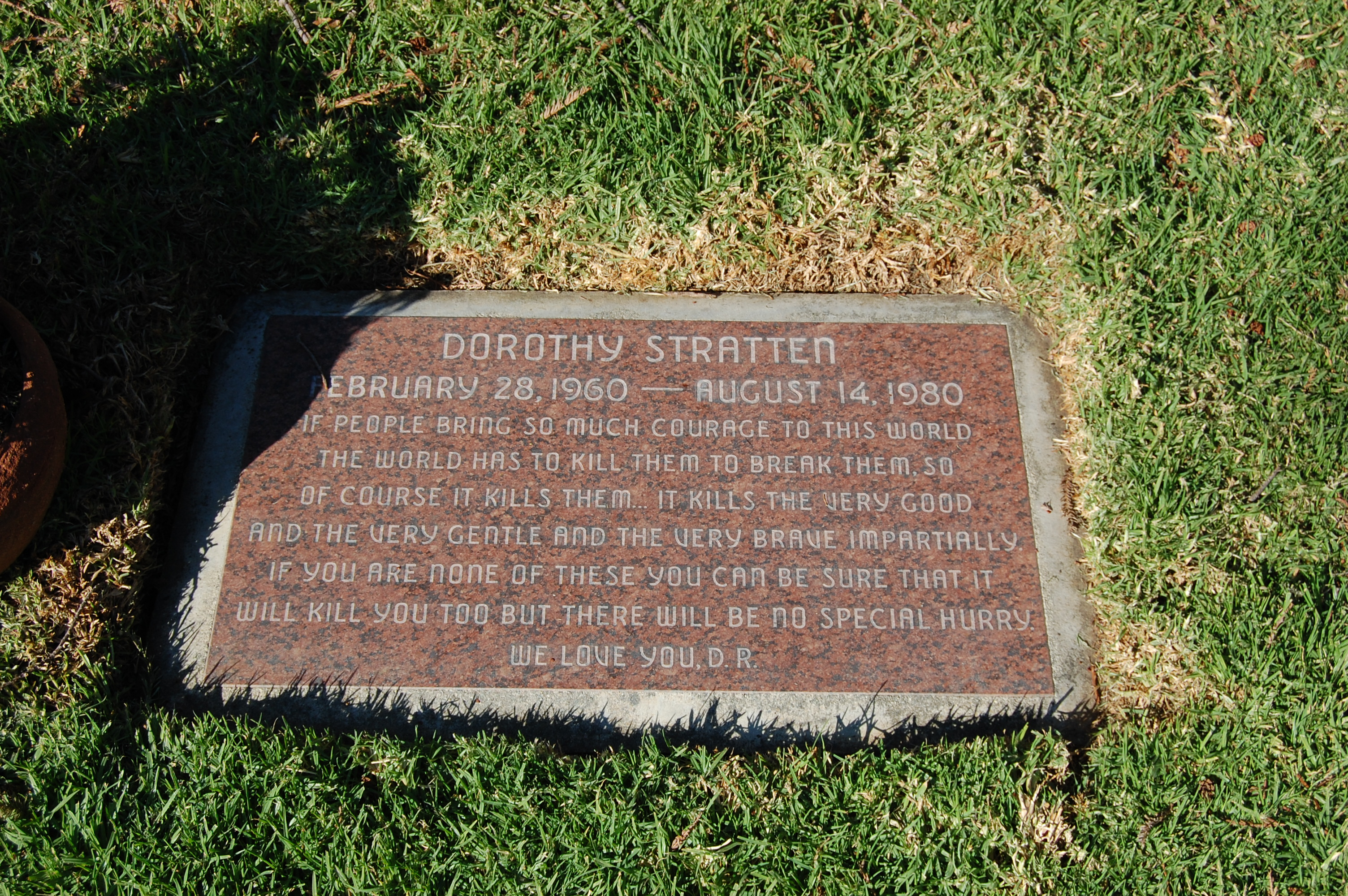
Nagrobek Dorothy Stratten w Westwood Village Memorial Park Cemetery na terenie Westwood Village

Dorothy Stratten, właśc. Dorothy Ruth Hoogstraten (ur. 28 lutego 1960 w Vancouver, zm. 14 sierpnia 1980 w Los Angeles) – kanadyjska modelka i aktorka holenderskiego pochodzenia, gwiazda „Playboya”. 14 sierpnia 1980 została zastrzelona przez swojego męża Paula Snidera, który był zazdrosny o jej romans z reżyserem Peterem Bogdanovichem.

## Życiorys
Urodziła się w Grace Maternity Hospital w Vancouver, w Kolumbii Brytyjskiej w Kanadzie jako córka Nelly Schaap Fuchs i Simona Hoogstratena, którzy wyemigrowali z Holandii. Miała młodsze rodzeństwo – brata Johna Arthura (ur. 1961) i siostrę Louise (ur. 1968). W 1977 ukończyła Centennial Secondary School w Coquitlam. Pracowała w lokalnym Dairy Queen, gdzie poznała 26-letniego promotora klubu z Vancouver i alfonsa Paula Snidera, który zaczął się z nią umawiać. Później Snider kazał fotografowi zrobić jej nagie zdjęcia, które latem 1978 zostały przesłane do magazynu „Playboy”. Miała mniej niż 19 lat, więc według prawa obowiązującego w Kolumbii Brytyjskiej była niepełnoletnia i musiała przekonać matkę do podpisania formularza.
Wkrótce 1 czerwca 1979 została zmuszona do poślubienia Snidera, który miał na nią silny wpływ. „Playboy” dostrzegł potencjał Stratten i wysłał ją do Los Angeles w Kalifornii, gdzie w sierpniowym numerze z 1979 zdobyła tytuł Miss „Playboya”. Pozowała kilkakrotnie do Playboya i zaczęła pracować jako króliczek w Playboy Club w Century City w Los Angeles. Hugh Hefner miał duże nadzieje, że Stratten może odnieść znaczący sukces jako aktorka.
Zadebiutowała niewielką rolą króliczka Playboya w komedii Americathon (1979) z Johnem Ritterem i Harveyem Kormanem. W komedii Skatetown, U.S.A. (1979) wystąpiła w roli klientki w barze przekąskowym, która zamawia pizzę u boku Scotta Baio i Patricka Swayze. W dramacie Autumn Born (1979) zagrała postać Tary Dawson, bogatej młodej kobiety, która zostaje porwana i zabrana do szkoły „dyscypliny”. Po gościnnym występie w serialu ABC Fantastyczna wyspa (Fantasy Island, 1979) z Ricardo Montalbánem, miała zastąpić Shelley Hack w serialu kryminalnym Aniołki Charliego.
W 1980 roku zdobyła tytuł Playmate of the Year. Było to jedno z jej osiągnięć zawodowych, ale jej małżeństwo ze Sniderem nie układało się dobrze. Snider zdenerwował się na planie filmu Galaxina (1980), kiedy dowiedział się, że nawiązuje więcej niż przyjazne stosunki z reżyserem Peterem Bogdanovichem. Zatrudnił prywatnego detektywa, który śledził Stratten po przeprowadzce do domu Bogdanovicha w Bel Air.
Po rozstaniu, Snider kupił strzelbę i zadzwonił do Stratten, aby przyszła do mieszkania, które dzielili w Zachodnim Los Angeles. 14 sierpnia 1980 Snider najpierw ją związał, wykorzystał seksualnie, a następnie oddał w jej twarz strzał z niezwykle bliskiej odległości. Sam chwilę później popełnił samobójstwo. Dorothy Stratten miała 20 lat.
W listopadzie 1981 historia Dorothy Stratten została wyemitowana na antenie NBC w dramacie Death of a Centerfold: The Dorothy Stratten Story z Jamie Lee Curtis. Na prośbę rodziny zmieniono imiona jej matki i rodzeństwa. W listopadzie 1980, trzy miesiące po śmierci Doroty, dziennikarka śledcza Teresa Carpenter napisała duży artykuł dla „The Village Voice”, szczegółowo opisując życie i śmierć modelki. Za ten artykuł, The Death of a Playmate, Carpenter otrzymała nagrodę Pulitzera w 1981. Na jej podstawie w 1983 reżyser Bob Fosse zrealizował Star 80, z Mariel Hemingway jako Dorothy i Erikiem Robertsem jako Paulem Sniderem. Film został doceniony przez krytyków. Sceny kręcone były w tym samym domu i pokoju w którym miało miejsce morderstwo trzy lata wcześniej. Aby uniknąć problemów prawnych, Peter Bogdanovich został sportretowany jako reżyser Aram Nicholas (Roger Rees). Film został zaprezentowany na festiwalu w Berlinie i nominowany do Złotego Globu w kategorii najlepszy aktor w filmie dramatycznym. Tragicznym zbiegiem okoliczności starsza siostra Mariel Hemingway, Margaux Hemingway, również modelka z okładką „Playboya” na koncie, pomimo kariery w świecie mody popełniła samobójstwo w 1996 przedawkowując barbiturany. Filmowy debiut Mariel i Margaux, Lipstick (1976), opowiada o modelkach, gwałcie i morderstwie. Ich dziadek, pisarz i laureat Nagrody Nobla Ernest Hemingway, popełnił także samobójstwo kilkadziesiąt lat wcześniej.

## Filmografia
- 1981: Śmiechu warte jako Dolores Martin
- 1980: Galaxina jako Galaxina
- 1979: Autumn Born jako Tara Dawson
- 1979: Skatetown, U.S.A. jako dziewczyna z baru
- 1979: Americathon

### Gościnnie
- 1978–1984: Fantasy Island jako Mickey